# 삼성 갤럭시 북2

삼성 갤럭시 북2(Samsung Galaxy Book2)은 3가지 모델로 출시되는 2-in-1 PC이다. 10.6인치 모델과 12인치 모델, 두 종으로 출시된다.
두 장치 모두 윈도우 10에서 구동되며 보통은 삼성 갤럭시 노트 시리즈에서만 볼 수 있는 여러 기능들(예: 에어 커맨드, 스마트 셀렉트, 삼성 노트 등)을 갖추고 있다. 두 모델은 또한 탈착 가능한 커버와 S 펜(마이크로소프트 윈도우 제품에 처음 탑재)을 갖추고 있다. 갤럭시 북은 또한 고속 충전 기술을 지원하므로 태블릿이 짧은 시간에 완전 충전을 가능하게 한다. 배터리 수명의 경우, 10.6인치 옵션은 10시간 지속되며 12인치 모델은 10.5 시간으로 조금 더 길다.
화면비는 3:2로서, 1920x1280 TFT FHD (10.6인치)와 2160x1440 AMOLED (12.0인치) 해상도를 지원한다. 터치 스크린은 4096 단계의 민감도를 갖추고 있다.

## 디자인
| 갤럭시 북2 |            |
| 색상       | 이름       |
|            | 그라파이트 |
|            | 실버       |

## 출시
2022년 5월, 삼성전자는 MWC 2017에서 삼성 갤럭시 탭 S3와 함께 갤럭시 북을 선보였다.
뒷자리 4 ~ 5개 번호에 따라 출시 연도가 다르기 때문에 2022년 5월, 6월, 2023년 1월 공식출시를 했다.